# 黄阳旭
黄阳旭（1961年—），广东廉江人，汉族，中华人民共和国政治人物、全国人民代表大会广东地区代表。
毕业于广东广播电视大学机械专业。加入中国共产党。担任广东冠豪高新技术股份有限公司副董事长、总经理。2008年起担任全国人大代表。2013年，担任全国人大代表。